# سانتا سيسيليا دي فولتريجا
بلدية سانتا سيسيليا دي بولتريغا (بالكاتالانية: Santa Cecília de Voltregà) هي إحدى بلديات مقاطعة برشلونة، والتي تقع في منطقة كاتالونيا، شرق إسبانيا.
يبلغ عدد سكانها 189 نسمة وفقاً لإحصائية سنة (2007).